# Пермское тайное общество
Пермское тайное общество (кружок А. И. Иконникова) — революционная политическая организация, действовавшая в Перми в 1860—1862 гг.
Пермское тайное общество сформировалось из радикально настроенных представителей интеллигенции во главе с А. И. Иконниковым в конце 1860 — начале 1861 года. В создании организации принял участие П. С. Ефименко, член Харьковско-Киевского тайного общества, сосланный в Пермь. Также в состав руководителей общества входили А. Г. Воскресенский, А. Н. Моригеровский и другие. Общая численность организации составляла около 40—50 человек. Вместе с членами кружков в Казани и других соседних городах общество насчитывало до 100 человек, в числе которых было 65 студентов и 12 учителей. 
Общество поставило перед собой цель содействовать изменение существующего строя в России. Оно вело пропаганду среди интеллигенции и учащихся, в особенности учеников Пермской духовной семинарии. Для распространения среди народа составлялись прокламации, из которых известны «Послание старца Кондратия», «Пора» и «Воля». Они были написаны под влиянием прокламаций Чернышевского, памфлетов Герцена и Огарева. Пермское тайное общество поддерживало связи с революционными организациями в других городах: Санкт-Петербурге, Казани, Киеве и других.
Летом 1862 года общество было раскрыто, а его руководители арестованы и отправлены в ссылку.